# Secolul al VI-lea î.Hr.
(Secolul al VII-lea î.Hr. - Secolul al VI-lea î.Hr. - Secolul al V-lea î.Hr. - alte secole)
Secolul al VI-lea î.Hr. a durat din anul 600 î.Hr. până în anul 501 î.Hr..
În Orientul Apropiat, în prima jumătate a acestui secol a fost dominat de imperiul caldeean/neo-babilonian, care s-a extins. Regatul lui Iuda a ajuns la sfârșit în 587 î.Hr., când forțele babiloniene conduse de  Nabucodonosor al II-lea a cucerit Ierusalimul și a exilat poporul evreu. Dar Babilonul a fost în cele din urmă cucerit de către Cyrus, care a fondat Imperiul Persan în locul său. Imperiul persan a continuat să se extindă și a ajuns cel mai mare imperiu din lume cunoscut în timp.
Începe epoca fierului în Europa Celtică, Atena devine recunoscută pentru reformele democratice unde înflorește filozofia greacă, iar Roma devine republică. China s-a aflat în perioada de primăvară și de toamnă. Pe lângă filozofia greacă, apar și alte curente filozofice în extremul orient: Confugianism, Taoism, Moism și Legalism.
Apar religii noi: Zoroastrismul în Persia, pe când în India apar Budismul și Jainismul.
Panini din India dezvoltă gramatica Limbii sanscrită.
Iar în America, civilizația olmecilor decade.un

## Evenimente

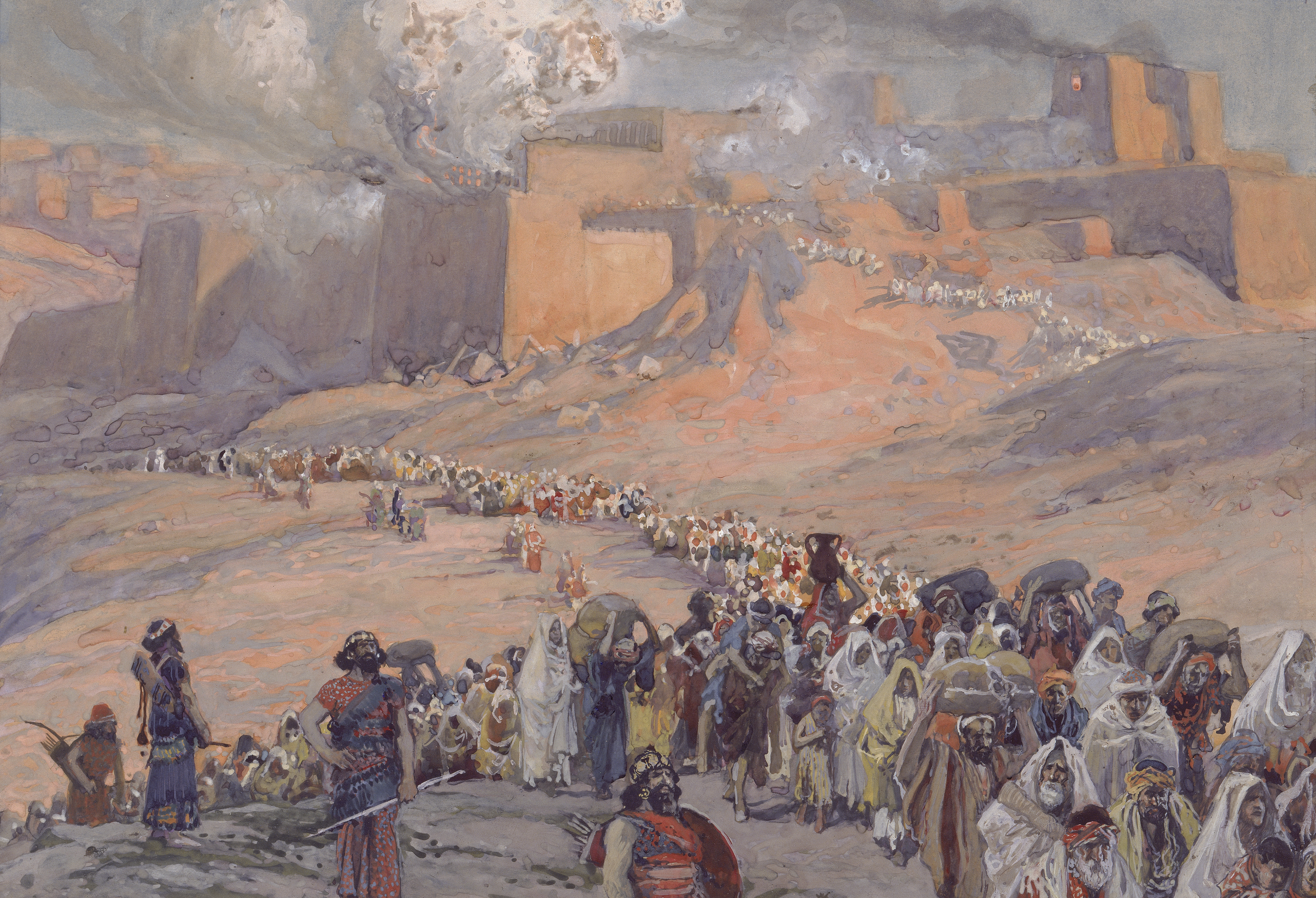
Tissot The Flight of the Prisoners

- 598 î.Hr.: Ioiachin îl succede pe Ioiachim, ca regele lui Iuda
- 16 martie 597 î.Hr.: Babilonienii capturează Ierusalimul, îl înlocuiesc pe Ioiachim cu Sedechia ca rege
- 595 BC: Psammetichus II îl succede pe Neco al II-lea ca rege al Egiptului
- 594 BC: Solon este numit arhon din Atena; reforma instituțiilor democratice
- 590 BC: armata egipteană jefuiește Napata, Curtea Cushita se mută la Meroe
- 589 BC: Apries îl succede pe Psammetichus al II-lea ca rege al Egiptului
- 588 BC: Nabucodonosor al II-lea de Babilon începe asediul Ierusalimului;
- 587 / 586 î.Hr.: Ierusalim cade în urma asediului babilonian se încheie Regatul lui Iuda. Cuceritorii distrug Templul din Ierusalim și locuitorii evrei sunt exilați de-a lungul imperiului-începe robia babiloniană
- 586 BC: moartea regelui Ding de Zhou, rege al dinastiei Zhou de China
- 28 mai 585 BC: O eclipsă solară are loc așa cum a prezis Thales, în timp ce Alyattes al II-lea se lupta cu Cyaxares. Acest fenomen duce la un armistițiu.
- 585 / 584 î.Hr.: Astyages îl succede pe  Cyaxares ca rege al Mezilor
- 585 BC: Regele Jian Zhou devine rege al dinastiei Zhou de China
- 582 BC: Jocurile Pythiane fondate la Delphi
- 580 BC: Cambyses I îl succede pe Cyrus I ca rege al Anshan și șef al dinastiei ahemenide
- 580 BC: Jocurile Isthmiane fondate la Corint
- 579 BC: Servius Tullius îl succede pe asasinatul Lucius Tarquinius Priscus ca rege al Romei
- 573 BC: Jocurile Nemeane fondate la Nemea
- 572 BC: Moartea regelui Zhou Jian, rege al dinastiei Zhou de China
- 571 BC: Regele Ling Zhou devine rege al dinastiei Zhou de China
- 570 BC: Amasis II îl succede pe Apries ca rege al Egiptului
- 568 BC: Amtalqa îl succede pe fratele său Aspelta ca rege al Kush
- 562 BC: Amel-Marduk îi succede pe Nebucadnețar ca rege al Babilonului
- 560 BC: Neriglissar îl succede pe Amel-Marduk ca rege al Babilonului
- 560 / 561 î.Hr.: Cresus devine regele Lidiei
- 560 BC: Pisistratus anexează Acropolis din Atena și se declară tiran
- 550s BC: Cartagina cucerește Sicilia, Sardinia și Corsica
- 559 BC: Regele Cambyses I al Anshan moare și este succedat de fiul său, Cirus al II-lea cel Mare
- 558 BC: Hegesias este eliminat ca Archon din Atena
- 558 BC: Jin învinge Qin
- 556 BC: Pisistratus este exilat de la Atena la Eubeea
- 556 BC: Labashi-Marduk îl succede pe Neriglissar ca rege al Babilonului
- 556 / 555 î.Hr.: Nabonidus îl succede pe Labashi-Marduk ca rege al Babilonului
- 550 î.en: Abdera este distrusă de către traci
- 550 î.en: Cyrus I din Anshan îl răstoarnă pe Astyages de Mediei. Imperiului Persan este stabilit.
- 550 î.en: Perioada târzie Mumun începe în peninsula coreeană
- 547 BC: Cresus, lidian regele, este înfrânt de Cirus al Persiei în apropierea râului Halys
- 546 BC : Cyrus din Persia cucerește Lidia și face din Pasargadae capitala lui
- 544 BC : Oamenii de Teos migrează la Abdera. Tracia scapă de jugul Persiei.
- 544 BC: Regele Zhou Jing devine rege al dinastiei Zhou de China
- 543 BC : Nordicul prinț indian Vijaya invadează Ceylon și stabilește dinastia Sinhaleză
- 543 BC: Pisistratus, tiran din Atena, purifică insula Delos
- 540 BC : orașul Elea, din sudul Italiei, e fondat
- 540 BC: perșii cuceresc orașul Xanthos, acum în sudul Turciei
- 539 BC : Babilonul este cucerit de Cyrus cel Mare, învingându-l pe Nabonidus
- C 538 BC: după 70 ani, evreii se întorc din exil în Palestina
- 537 BC : evreilor transportați la Babilon li se permite să se întoarcă la Ierusalim
- 536 î.Hr. : Conform tradiției, profetul Daniel primește un vizitator angelic
- 534 BC : Lucius Tarquinius Superbus devine rege al Romei
- 534 BC : Concursul pentru tragedii sunt instituite la sărbătorile dionisiace ale festivalului orașului Atena
- 530 BC : Cambyses al II-lea îl succede pe Cirus ca rege al Persiei
- 528 î.Hr. : Gautama Buddha atinge iluminarea și își începe lucrarea. El a fondat budismul în India.
- 526 BC : Psammetichus III îl succede pe Amasis al II-lea ca rege al Egiptului
- 525 BC : Cambyses al II-lea, rege al Persiei, cucerește Egiptul, îl învinge pe Psammetichus III.
- 522 BC : Smerdis îl succede pe Cambyses al II-lea ca rege al Persiei
- 522 BC : Babilonul se răzvrătește împotriva Persiei
- 521 BC : Darius I îl succede pe Smerdis ca rege al Persiei
- 521 BC:  revolta babiloniană este suprimată de perși
- 520 BC : Regele Dao Zhou devine rege al dinastiei Zhou de China, dar moare înainte de sfârșitul anului
- 520 BC: Cleomenes I îl succede pe Anaxandridas II, ca rege al Spartei
- 519 BC : Regele Zhou Jing devine rege al dinastiei Zhou de China
- 516 BC : subcontinentul indian Punjab este cucerit de regele persan Vistaspa
- 12 martie 515 î.Hr.: Construcția finalizată a Templului din Ierusalim
- 514 î.en : Regele din Wu Helu stabilește "marele oraș de Helu", numele antic Suzhou
- 513 BC : Darius cel Mare îi supune pe goții din estul Traciei. Începe războiul său împotriva sciților
- 510 i.Hr. : Hippias, fiul lui Pisistratus și tiran din Atena, este expulzat de o revoltă populară susținută de Cleomenes I, regele din Sparta și forțele sale
- 510 i.Hr.: Sfârșitul domniei lui Lucius Tarquinius Superbus, ultimul rege tradițional al Romei
- 510 i.Hr.: Înființarea Republicii Romane
- 510 i.Hr.: Demaratus îl succede pe Ariston ca Rege al Spartei
- 13 septembrie 509 î.Hr.: Templul de Jupiter de la Roma dealul Capitoliului este dedicat la Idele din septembrie
- 508 BC: Biroul de Pontifex Maximus este creat la Roma
- 507 BC: Cleisthenes, reformator grec, preia puterea și democrația este dezvoltată
- 506 î.Hr.: Bătălia de la Bai Ju: Forțele Regatului Wu, conduse de Sun Tzu au învins forțele de Chu
- 505 BC: prima pereche de consuli romani aleși
- 4 decembrie 502 î.Hr.: Eclipsa solară întunecă Egiptul
- 502 BC: Liga Latină învinge etruscii sub Lars Porsena la Aricia
- 502 BC: Naxos se răzvrătește împotriva dominației persane. Începe Revolta Ionică
- 501 BC: Reformele lui Clistene
- 501 BC: Naxos este atacat de către Imperiul Persan
- 501 BC: Ca răspuns la amenințările sabinilor, Roma creează funcția de dictator
- 501 BC: Confucius este numit guvernator al Chung-tu
- 501 BC: Gadir (astăzi Cádiz) este capturat de Cartagina
- 500 BC: Triburile bantu migrează din vest în sud-vestul Ugandei
- 500 BC: Refugiați din Teos se instalează la Abdera
- 500 BC: Darius I a Persiei proclamă aramaica ca limbă oficială a jumătății de vest a imperiului său
- 500 BC: sfârșitul epocii bronzului la civilizațiile occidentale și începe Epoca pre-romană de Fier
- 500 BC: Apare prima republică în Vaishali Bihar, India

## Oameni importanți
- Amyntas I, rege al Macedoniei (a domnit între 540 - 498 î.Hr.)
- Anaximene din Milet, filosof grec
- Ankhkaenre Psamtik III, ultimul faraon al dinastiei a douăzeci și șasea din Egipt (a domnit între 526 - 525 î.Hr.)
- Cambyses al II-lea, rege al Persiei (a domnit între 530 - 523 î.Hr.)
- Confucius, figura fondatoare a confucianismului
- Cresus, regele Lidiei (azi Anatolia, Turcia), (a domnit între 560 - 546 î.Hr.)
- Cyrus I, rege în Anshan, Persia (a domnit între 640 - 580 î.Hr.)
- Cyrus cel Mare, regele Persiei (a domnit între 559 - 529 î.Hr.)
- Darius I, regele Persiei (a domnit între 521 - 485 î.Hr.)
- Epimenide din Cnossos, filosof și poet grec
- Eschil, autor de tragedii grecești (525 BC - 456 BC)
- Ezra și Neemia, liderii evrei care aduc înapoi o parte din evrei in Ierusalim din exilul babilonian
- Heraclit din Efes, filosof grec
- Itoku, împărat japonez
- Lao Zi, fondator al taoismului
- Lehi, primul profet consemnat în Cartea lui Mormon
- Ling de Zhou, rege al dinastiei Zhou de China
- Nabonid, ultimul rege al Babilonului (a domnit între 556 - 539 î.Hr.)
- Nabucodonosor al II-lea, rege al Babilonului (a domnit între 605 - 562 î.Hr.)
- Pindar, poet grec
- Pisistratus, tiranul Atenei
- Pitagora din Samos, matematician grec și descoperitor al teoremei lui Pitagora
- Regina Maya, mama lui Siddhartha Gautama, care moare la 7 zile după naștere
- Siddhartha Gautama, lider spiritual indian fondator al Budismului.
- Smerdis (aka Bardiya), conducătorul Persiei (a domnit în 522 î.Hr.)
- Solon din Atena, unul dintre cei Șapte înțelepți ai Greciei
- Stesichorus din Sicilia, poet liric grec
- Sun Tzu, autorul cărții " Arta războiului"
- Thales, matematician grec ( 635 î.Hr. - 543 î.Hr. ), prezice eclipse solare în 585 î.Hr.
- Thespis, fondator al teatrului grec
- Vardhaman Mahavira, fondatorul jainismului, religie a Indiei
- Zarathustra (aka Zoroastru), profet iranian

## Invenții, descoperiri
- 600:
  - debutul reflecțiilor științifice și tehnice ale școlii ioniene
  - extracția argintului la Thasos și Siphono
  - furnale metalurgice la Agros Sosti
  - coloniile grecești de la țărmul Mării Negre
  - întemeierea Marsiliei
  - în China apar bețișoarele pentru mâncat[1]
- 592: ancora în Grecia[2]
- 563 - 483: Steagul rugăciunii, Gautama Siddhartha[3]
- 550:
  - Rhoicos realizează turnarea bronzului în forme de ceară
  - apeductul lui Pisistrate din Atena
- 530:
  - primele mașini de ridicat
  - utilizarea pietrei la baza templului lui Apollo din Corint
- 513: codul imperial al statului T'sin gravat pe un trepied de fier

## Decenii
| Anii 590 î.Hr. | Anii 580 î.Hr. | Anii 570 î.Hr. | Anii 560 î.Hr. | Anii 550 î.Hr. | Anii 540 î.Hr. | Anii 530 î.Hr. | Anii 520 î.Hr. | Anii 510 î.Hr. | Anii 500 î.Hr. |